# Antikrist
Antikrist (deutsch: „Antichrist“; auch Fortabelsen, ‚Verdammnis‘ und diverse andere Titel) ist eine Oper (Originalbezeichnung: „Kirke-opera“ bzw. ‚Kirchenoper‘) in einem Prolog und zwei Akten mit sechs Bildern von Rued Langgaard (Musik und Libretto). Sie entstand 1930, wurde aber erst am 28. Juni 1980 im Dänischen Rundfunk vollständig gesendet. Die szenische Uraufführung war am 2. Mai 1999 im Tiroler Landestheater Innsbruck.

## Handlung
Die Oper besitzt keine herkömmliche Handlung und keine wiederkehrenden Personen. Sie besteht im Wesentlichen aus einer Abfolge von Monologen verschiedener allegorischer oder archetypischer Figuren zwischen der Erschaffung des Antichristen im Prolog und seiner Vernichtung im sechsten Bild. Das zentrale Thema ist der negative Einfluss des Antichristen auf die Menschheit.

### Prolog
Luzifer sendet den Antichristen aus dem Abgrund auf die Welt und verleiht ihm Macht über die Menschen. Die Stimme Gottes erklärt sich damit einverstanden, dass der Antichrist eine gewisse Zeit dort wirken kann. Das Bild orientiert sich lose an der Gruppe Antichrist und Luzifer in Luca Signorellis Fresco La predicazione dell’Anticristo im Dom von Orvieto.

### Erster Akt
Erstes Bild: „Vildsomhedens lys“ (‚Irrlicht‘ oder ‚Das Licht der Ausweglosigkeit‘). Angelehnt an Renards Gemälde Dämmerung (Pariser Salon 1891) zeigt dieses Bild mit symbolistischen Gegenständen (Schleier, Kugel, Nebel und Gaslichter) die mysteriöse Atmosphäre des Zeitalters, in dem der Antichrist in die Welt tritt. Die „Rätsel-Stimmung“ und ihr Echo stehen für die Dekadenz dieser Zeit und die Unsicherheit des nächsten Morgens.
Zweites Bild: „Hoffærdigheden“ (‚Hoffahrt oder Größe‘). Das „Maul, das große Worte spricht“ (der Name steht als Metonymie für den Größenwahn des Antichristen) stellt dem Volk seine Ziele in einer Folge verschiedener populistischer Slogans vor. Sie beschreiben den oberflächlichen Glauben an Fortschritt und Weiterentwicklung durch Wachstum. Das Bild zeigt ein Widderhorn, eine Kugel, Dunkelheit und breite Gasflammen. Es endet mit der Behauptung, dass in ihm selbst „Größe“ und „die Wahrheit“ leben.

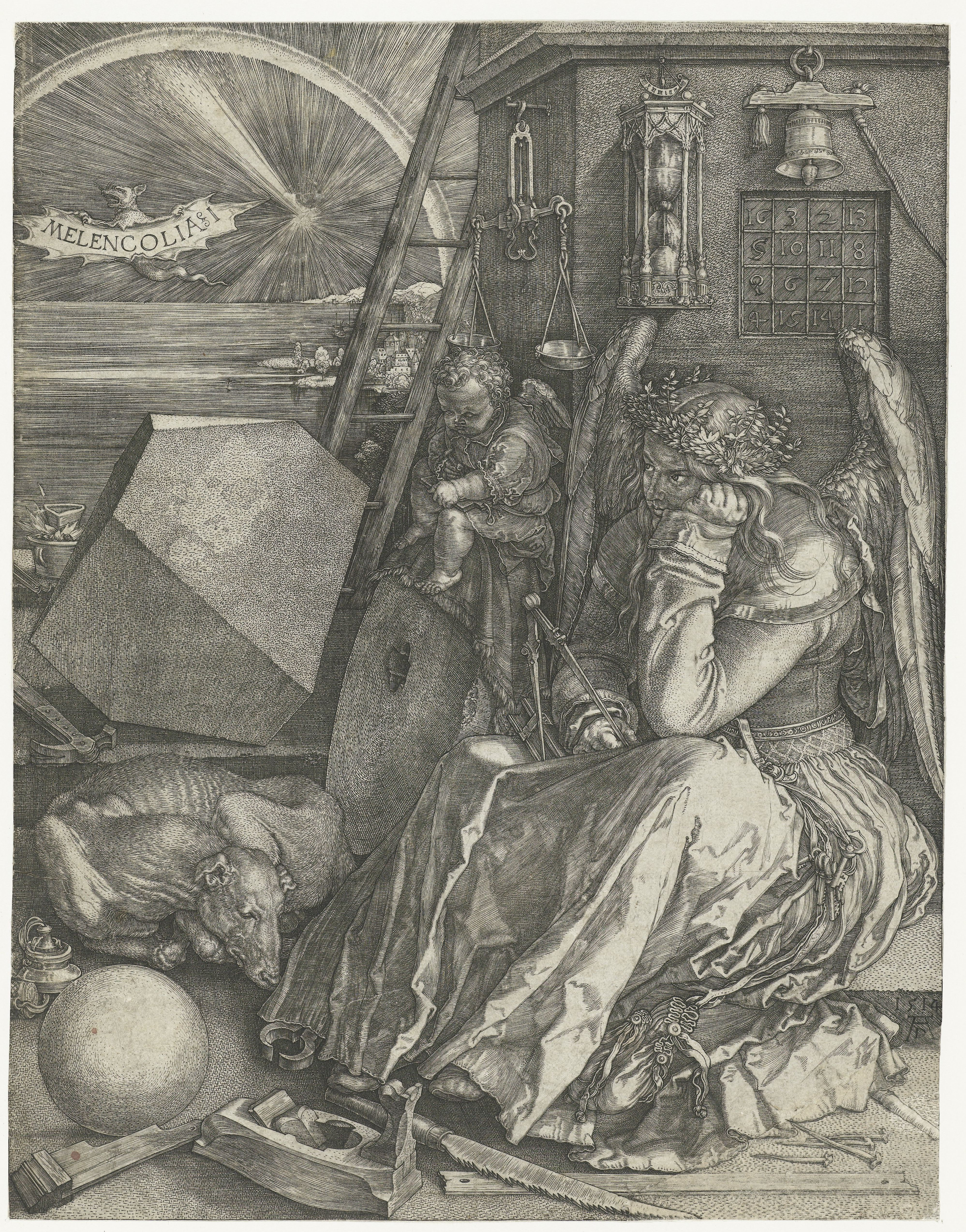
Albrecht Dürer: Melencolia I

Drittes Bild: „Haablosheden“ (‚Hoffnungslosigkeit‘). Dieses Bild mit Kugel, Kreuz, Dunkelheit, Regen, einem entlaubten Baum und verblasenen Gasflammen orientiert sich an Albrecht Dürers Kupferstich Melencolia. Die „Missmut“ klagt über das Leiden in der Welt, bis sie selbst gekreuzigt vor dem Schattenkreuz steht.

### Zweiter Akt
Viertes Bild: „Begærligheden“ (‚Die Begierde‘). Die dunkle Bühne zeigt die Kugel, einen Stier, das Widderhorn und flammende Gaslichter. Erneut an Signorellis Fresko angelehnt, präsentiert sich die auf dem „Tier in Scharlach“ reitende „große Hure“ dem Volk als Königin. Das Tier fordert die Menschen auf, das Leben zu genießen, und lässt sich als Gottheit anbeten.
Fünftes Bild (Doppelbild): „Alles strid mod alle“ (‚Jeder streitet gegen jeden‘). Symbole dieses Bildes sind die Kugel, ein Schwert, Dunkelheit und flackernde Gasflammen. Die „Lüge“ (eine andere Gestalt des Tieres in Scharlach) streitet mit der großen Hure über den Besitz der Wahrheit und der Macht. Sie wecken den „Hass“, eine weitere Inkarnation des Tieres. Er verbannt die große Hure mit seinem Feuer in die Dunkelheit. Dämonen zerreißen ihre Kleider und verschwinden plötzlich zusammen mit dem Hass. Die große Hure und die Lüge streiten weiter, während um sie herum Sterne vom Himmel fallen, Luzifers Glocken und Orgeln tosen und die Welt untergeht. Die große Hure interpretiert das Geschehen als Hochzeitsfeier.
Sechstes Bild: „Fortabelsen“ (‚Verdammnis‘, „Crematio“). Ein weißer Marmorsarg, die Kugel, der Fährmann des Todes, Nacht, Gewitter, blaue Gasflammen und ein düster brennendes Feuer kennzeichnen dieses Bild. Aus dem Sarg heraus verflucht eine „mystische Stimme“ den Wahn des Antichristen und der anderen Figuren. Der Sargdeckel bricht mit einem Knall auf. Die Leiche darin erhebt sich mit Seufzen und Drohgebärden. Ein greller Blitz flammt auf. Im Donner verkündet die Stimme Gottes den Untergang des Antichristen. Mit dem Blitz, Gottes „Ephata“ (‚werde aufgetan‘), kann wieder Frieden und Harmonie („Himmelslust“) einkehren (Chor: „Kun når Guds Effata i Sind“).

## Werkgeschichte
Der Antikrist gilt als Hauptwerk des dänischen Komponist Rued Langgaard. Er vollendete ihn im Jahr 1930 als gründliche Überarbeitung einer in den Jahren 1921 bis 1923 entstandenen Erstfassung. Das Libretto verfasste er selbst. Der Untertitel „Kirke-opera“ bzw. ‚Kirchen-Oper‘ deutet auf den religiösen Inhalt hin. Langgaard bestimmte das Werk nicht ausdrücklich für die Aufführung in einer Kirche. Seine eigene Kopie der Partitur trägt den Titel Fortabelsen (Antikrist). Diesen sah er offenbar als maßgeblich an. Andere Titel waren Dyret fra afgrunden (‚Das Tier aus dem Abgrund‘), Modkrist (‚Gegenchrist‘), Sidste tider (‚Endzeiten‘) sowie die eigenen Wortschöpfungen Kremàscó und Krematio.
Langgaard erstellte zwei unterschiedliche Fassungen des Schlusses, eine für Theateraufführungen und eine etwas längere für Konzerte. Bis zu seinem Tod im Jahr 1952 nahm er noch kleinere Anpassungen am Libretto vor. Der Antikrist war ursprünglich als erster Teil einer Operntrilogie konzipiert, deren zweiter Teil den Titel Der Tod in Venedig tragen sollte. Langgaard integrierte Teile aus zwei früheren Werken: seiner Sfærernes musik von 1918 und der Sinfonie Nr. 6 „Det himmelrivende“ (‚Das Himmelreißende‘) von 1920. Der 1921 fertiggestellte Text ist von Rabindranath Tagores Gitanjali, Ernesto Dalgas’ Dommedags Bog (‚Das Buch des Jüngsten Gerichts‘, 1903), dem Hohelied aus dem Alten Testament, der Offenbarung des Johannes aus dem Neuen Testament und vor allem dem Schauspiel Antikrist (1907) des dänischen Pastors Peter Eggert Benzon inspiriert. Letzteres bildete das Vorbild für die inhaltliche Abfolge der Bilder.
Die Erstfassung (BVN 170) gab Langgaard 1923 an das Königliche Theater in Kopenhagen. Dieses lehnte eine Aufführung jedoch 1925 mit Hinweis auf das Libretto ab. Bis 1927 gab es immerhin einige verschiedene Aufführungen des Vorspiels.
Zwischen 1926 und 1930 überarbeitete Langgaard das Werk gründlich (BVN 192). Hiervon war vor allem das Textbuch betroffen, in dem der Antichrist, die ursprüngliche Hauptfigur Apollyon, nun nicht einmal mehr namentlich genannt wird. Außerdem wurden einige Teile der Musik entfernt und neue ergänzt. Eine traditionelle Handlung fehlt nun fast vollständig. Trotzdem wies das Königliche Theater 1931 auch diese Fassung mit dem Titel Dyret fra afgrunden ab. Auch der Dänische Rundfunk sträubte sich lange. Langgaards Bemühungen führten erst am 22. Mai 1940 zu einer Teilsendung mit den beiden Schlussbildern unter der Leitung von Launy Grøndahl. Auch der letzte Versuch im Jahr 1944, als Langgaard eine gekürzte und überarbeitete Fassung der Originalpartitur unter dem Titel Afgrundsfyrsten (‚Der Fürst aus dem Abgrund‘) an das Königliche Theater sandte, scheiterte.
Erst am 28. Juni 1980 sendete der Dänische Rundfunk die vollständige Oper in Form einer Studioproduktion unter dem Dirigenten Michael Schønwandt. Zu diesem Zeitpunkt hatte gerade eine Langgaard-Renaissance eingesetzt. Die Presse bewertete das Werk uneinheitlich. Manche hielten es für ein bedeutungsloses monströses Machwerk, andere für ein vernachlässigtes Meisterwerk. Zwei konzertante Aufführungen des Dirigenten Ole Schmidt mit dem Sjælland Symfoniorkester im Tivoli Konzertsaal in Kopenhagen im Jahr 1986 wurden ähnlich unterschiedlich bewertet. Im selben Jahr entstand auch eine Studioaufnahme unter Schmidts Leitung.
Die szenische Uraufführung war am 2. Mai 1999 im Tiroler Landestheater Innsbruck in einer Inszenierung von Juha Hemánus. Die Ausstattung stammte von Helfried Lauckner und Monika Herédi. Das Tiroler Symphonieorchester Innsbruck und der Chor des Tiroler Landestheaters standen unter der musikalischen Leitung von Niels Muus. Die Solisten waren Joachim Seipp (Satan-Lucifer und Hass), Ansgar Schäfer (Stimme Gottes), Marie-Claude Chappuis (Echo der Rätselstimmung und mystische Stimme), Kathryn Jayne Carpenter (Rätselstimmung und Missmut), Heinrich Wolf (Mund, der große Worte spricht), Foula Dimitriadis (große Hure), John Mac Master (Tier im Scharlach und Lüge). Ein Mitschnitt wurde auf CD herausgegeben. Das Ensemble der Königlichen Oper Kopenhagen zeigte diese Produktion 2002 in der Reithalle des Schlosses Christiansborg. Aus dramaturgischen Gründen wurde hier das Vorspiel zum ersten Bild ausgelassen. Es stimmt weitgehend mit demjenigen zum sechsten Bild überein. Das Vorspiel zum zweiten Bild wurde vor das fünfte Bild verlegt.
Weitere Produktionen waren:
- 3.–5. September 2015: Dom zu Ribe, Dänemark – konzertant im Rahmen des Rued-Langgaard-Festivals; Dirigent: Thomas Dausgaard; dort auch 2020 unter Michael Schønwandt.[5]
- 2018: Mainz – Dirigent: Hermann Bäumer, Regie: Anselm Dalferth.[5]
- 2022: Deutsche Oper Berlin – Dirigent: Stephan Zilias, Inszenierung, Bühne und Kostüme: Ersan Mondtag.[6]

Von der Oper sind drei Partiturfassungen überliefert. Das Autograf von 1923 ist nur unvollständig mit den Anpassungen der 1940er Jahre erhalten. Außerdem gibt es eine Kopie mit der Überarbeitung der Zweitfassung von 1926–1930 sowie eine Kopie dieser Fassung. Eine erste Druckausgabe erschien 2008.

## Gestaltung

### Orchester
Die Orchesterbesetzung der Oper umfasst die folgenden Instrumente:
- Holzbläser: vier Flöten (3 auch Piccolo), drei Oboen (2 auch Englischhorn), drei Klarinetten (1 auch Bassklarinette), vier Fagotte (1 auch Kontrafagott)
- Blechbläser: vier Hörner, fünf Trompeten, sechs Posaunen, Tuba
- Pauken, Schlagzeug: Glocken, Glockenspiel, kleine Trommel, Becken, Triangel, große Trommel, Tamburin, Xylophon, Tamtam, Knalleffekt
- Orgel (oder Harmonium)
- Harfe
- Celesta, Klavier
- Streicher
- Bühnenmusik: drei Trompeten, drei Posaunen, Glocken, Donnereffekt, Orgel

### Libretto
Die Handlung ist im Grunde zeitlos. Die mehrfach im Text erwähnten Gaslichter deuten auf eine Zeit um 1900 hin. Sie stehen symbolisch für das Fegefeuer und die Seelen der Verdammten. Langgaard selbst nannte als zeitlichen Rahmen „das Ende des neunzehnten Jahrhunderts und bis in unsere eigene Zeit“ und an anderer Stelle „um den [Ersten] Weltkrieg und bis zu unserem eigenen Tag“. Mit der im Libretto genannten „Newsky Kirken“ dürfte die russische Alexander-Newski-Kirche in der Bredgade in Kopenhagen gemeint sein.
Die überarbeitete Fassung des Werks besitzt keine fortlaufende dramatische Handlung im herkömmlichen Sinn. Nur im fünften Bild gibt es einige Dialoge. Ansonsten besteht es aus einer Abfolge von großen Stimmungsbildern. Die allegorischen Figuren und die im Libretto aufgeführten Symbole müssen auf wirksame Weise auf die Bühne gebracht werden. Stilistisch erinnert der Text an den Expressionismus der 1920er Jahre. Er enthält viele sperrige Wortschöpfungen und absichtliche Mehrdeutigkeiten. Die wenigen Dialoge wirken geradezu absurd. Sie bestehen häufig aus symbolisch aufgeladenen Wörtern und atmosphärischen Phrasen, deren Sinn eher zu fühlen als zu verstehen ist. Die Interpunktion verstärkt dieses Problem noch. Langgaard setzte an vielen Stellen Doppelpunkte oder Anführungszeichen, um auf den metaphorischen Charakter einzelner Begriffe hinzuweisen. Beispiele für seine Sprache sind das wiederkehrende Bild des „kirchen-öden Lärms“ für die gottlose und misstönende heutige Welt oder der Ausdruck „Alle in einem“ für die Zusammenfassung mehrerer Dinge unter einem gemeinsamen Symbol.
Im Vergleich zur Erstfassung hat die Überarbeitung einen deutlicher religiösen und moralisierenden Charakter. Die Kernaussage fasste der Musikwissenschaftler und Langgaard-Biograf Bendt Viinholt Nielsen folgendermaßen zusammen:

„Die Oper ist eine Untergangsprophetie und eine Warnung vor Eigennutz. Hochmut und dem Verlust geistiger Werte. Ihre desillusionierte Botschaft lautet, Gesellschaft, Zivilisation und Kirche haben versagt, übrig bleibt nur noch eines, nämlich die persönliche Beziehung des einzelnen Menschen zu Gott. Langgaard will sagen, daß die Musik imstande ist, den ‚Zeitgeist‘ auszudrücken und zugleich den Weg zum Göttlichen zu weisen.“

Bereits im Prolog werden die Grundthemen der fünf folgenden Szenen vorgestellt. Jede von diesen entspricht einem der Namen des Antichristen, dem wiederum einer der Namen für Christus entgegengestellt ist: „Irrlicht“ („Das Lamm“), „Hoffahrt“ („Die Wahrheit“), „Hoffnungslosigkeit“ („Der Gekreuzigte“), „Die Begierde“ („Der Auferstandene“) und „Jeder streitet gegen jeden“ („Der Offenbarte“). Die letzte Szene beschreibt als Gegenpol des Prologs den Untergang des Antichristen.

### Musik
Die Musik ist trotz der fehlenden Handlung höchst dramatisch. Langgaard selbst wies darauf hin, dass sich das eigentliche Drama in der Musik abspiele und der Text lediglich eine untergeordnete Rolle habe. Die Orchestrierung ist farbig und virtuos und nutzt unterschiedliche Stile. Einzelne Stellen erinnern an den Parsifal von Richard Wagner, die Salome von Richard Strauss oder an die Gurre-Lieder von Arnold Schönberg. Andere sind in freierer Tonalität gehalten, die an die Musik Paul Hindemiths gemahnen, aber auch an die dissonanzenreiche 5. Sinfonie von Carl Nielsen.
Die experimentelle Struktur dieser Oper ist für die Entstehungszeit ungewöhnlich. Erst in jüngerer Zeit entstanden vergleichbare Werke wie György Ligetis Groteske Le Grand Macabre oder die ähnlich aus statischen Bildern aufgebaute Oper Saint François d’Assise von Olivier Messiaen.

## Aufnahmen
- 10./11. Dezember 1986 – Ole Schmidt (Dirigent), Sjælland Symfoniorkester, Roskildekoret.
 Jörgen Klingt (Satan-Lucifer), Torben Hundahl (Stimme Gottes), Else Mogensen (Echo der Rätselstimmung), Edith Guillaume (Rätselstimmung), Kai Hansen (Mund, der große Worte spricht), Margrethe Danielsen (Missmut), Minna Nyhus (große Hure und mystische Stimme), Kåre Björköy (Tier im Scharlach und Lüge), Lars Waage (Hass).
 Studioaufnahme.
 EMI 7496641 (2 LPs), EMI 749 664-2 (2 CDs).[8]:8097
- 2. Mai 1999 – Niels Muus (Dirigent), Tiroler Symphonieorchester Innsbruck, Chor des Tiroler Landestheaters Innsbruck.
 Joachim Seipp (Satan-Lucifer und Hass), Ansgar Schäfer (Stimme Gottes), Marie-Claude Chappuis (Echo der Rätselstimmung und mystische Stimme), Kathryn Jayne Carpenter (Rätselstimmung und Missmut), Heinrich Wolf (Mund, der große Worte spricht), Foula Dimitriadis (große Hure), John Mac Master (Tier im Scharlach und Lüge).
 Live aus dem Tiroler Landestheater Innsbruck; Mitschnitt der szenischen Uraufführung.
 Danacord DacoCD 517 (2 CDs).[3][8]:8098
- Herbst 2002 – Thomas Dausgaard (Dirigent), Staffan Valdemar Holm (Inszenierung), Dänisches Radio-Sinfonieorchester, Danish National Radio Chorus.
 Sten Byriel (Satan-Lucifer), Morten Suurballe (Stimme Gottes), Helene Gjerris (Echo der Rätselstimmung und mystische Stimme), Anne Margarethe Dahl (Rätselstimmung), Poul Elming (Mund, der große Worte spricht), Susanne Resmark (Missmut), Camilla Nylund (große Hure), Jon Ketilsson (Tier im Scharlach), Johnny van Hal (Lüge), John Lundgren (Hass).
 Video/Audio; live aus Kopenhagen.
 Dacapo 2.110402 (1 DVD), Dacapo 6.220523-24 (2 CDs).[8]:8099
- 10./12. Februar 2023 – Stephan Zilias (Dirigent), Ersan Mondtag (Regie, Bühne und Kostüme), Annika Lu (Kostüme), Rainer Casper (Lichtdesign), Rob Fordeyn (Choreografie), Götz Filenius (Video), Orchester und Chor der Deutschen Oper Berlin.
 Thomas Lehman (Satan-Lucifer), Jonas Grundner-Culemann (Stimme Gottes), Valeriia Savinskaia (Echo der Rätselstimmung), Irene Robert (Rätselstimmung), Clemens Bieber (Mund, der große Worte spricht), Maire Therese Carmack (Missmut), Flurina Stucki (große Hure), AJ Glueckert (Tier im Scharlach), Andrew Dickinson (Lüge), Joel Allison (Hass).
 Video; live aus der Deutschen Oper Berlin.
 Naxos 2.110764.[9]